# Lihu, Puning
Lihu är en köping i sydöstra Kina. Den ligger i Puning i staden Jieyang i provinsen Guangdong, omkring 280 kilometer öster om provinshuvudstaden Guangzhou. Antalet invånare är 80 664. Befolkningen består av 39 488 kvinnor och 41 176 män. Barn under 15 år utgör 26,0 %, vuxna 15-64 år 65 %, och äldre över 65 år 7,0 %.